# Amazonas (delstat i Brasilien)
 For alternative betydninger, se Amazonas. (Se også artikler, som begynder med Amazonas)
Amazonas ligger i den nordlige del af Brasilien, og er den største brasilianske delstat i området. Nabostater er, fra nord med uret, Roraima, Pará, Mato Grosso, Rondônia, Acre. Ydermere grænser Amazonas op til Peru, Colombia og Venezuela.
3°59′S 64°38′V / 3.98°S 64.63°V
|  | Infoboks uden skabelon Denne artikel har en infoboks dannet af en tabel eller tilsvarende. |